# James M. Mead
James Michael Mead (ur. 27 grudnia 1885 w Mount Morris, zm. 15 marca 1964 w Lakeland) – amerykański polityk, członek Partii Demokratycznej.

## Działalność polityczna
Od 1915 do 1918 zasiadał w New York State Assembly. W okresie od 4 marca 1919 do rezygnacji 2 grudnia 1938 przez dziesięć kadencji był przedstawicielem 42. okręgu wyborczego w stanie Nowy Jork w Izbie Reprezentantów Stanów Zjednoczonych, a od 3 grudnia 1938 do 3 stycznia 1947 senatorem Stanów Zjednoczonych z Nowego Jorku (1. klasa).